# Laoukassy
 Laoukassy è u ncomune del Ciad situato nel dipartimento di Dodjé, provincia del Logone Occidentale.